# Waldemar Walczak
Waldemar Walczak (ur. 5 marca 1975 w Toruniu) – polski żużlowiec.

## Życiorys
Licencję żużlową zdobył w 1991 roku. W rozgrywkach z cyklu Drużynowych Mistrzostw Polskich startował w latach 1991–2003, reprezentując kluby Apatora Toruń (1991–1994, 1999–2000), Polonii Piła (1995–1997), Pergo Gorzów Wielkopolski (1998), Kolejarza Rawicz (2001) oraz WKM Warszawa (2002–2003). W swoim dorobku posiada 6 brązowych medali DMP (1991, 1992, 1993, 1994, 1996, 1997). Był również dwukrotnym medalistą Drużynowego Pucharu Polski (1993 – złotym, 1999 – srebrnym).
Indywidualne sukcesy w karierze odnosił jako junior. W 1994 r. zdobył w Pile „Brązowy Kask”, natomiast w 1995 r. zajął III m. w rozegranym w Toruniu finale turnieju o „Srebrny Kask”. W tym samym roku awansował do finału Indywidualnych Mistrzostw Świata Juniorów w Tampere (XVI m.). W latach 1993–1996 czterokrotnie startował w finałach Młodzieżowych Indywidualnych Mistrzostw Polski (najlepsze wyniki: Toruń 1993 – VI m., Rzeszów 1995 – VII m.). Pięciokrotnie uczestniczył w finałach Młodzieżowych Mistrzostw Polski Par Klubowych, za każdym razem zdobywając medale (Gorzów Wielkopolski 1991 – złoty, Rybnik 1993 – złoty, Krosno 1994 – brązowy, Piła 1995 – złoty, Leszno 1996 – srebrny). Był również czterokrotnym medalistą Młodzieżowych Drużynowych Mistrzostw Polski: złotym (Bydgoszcz 1992), dwukrotnie srebrnym (Wrocław 1993, Gorzów Wielkopolski 1995) oraz brązowym (Rzeszów 1994).